# Batalla de San Carlos (1813)
La batalla de San Carlos fue un enfrentamiento desarrollado en las afueras de la ciudad de San Carlos, Región de Ñuble (Chile) el 15 de mayo de 1813. Los contendientes eran, por un lado, las fuerzas realistas al mando de Juan Francisco Sánchez (quien recibió el mando del brigadier Antonio Pareja por encontrarse enfermo, a pesar de lo cual estuvo presente en el combate, participando de la estrategia), y, por otro, el Ejército Patriota bajo el mando del general en jefe José Miguel Carrera, con poco más de 4000 hombres.

## Antecedentes
Tras la sorpresa de Yerbas Buenas y su posterior avance para atravesar el río Maule, las tropas realistas manifestaron su descontento en la campaña y no quisieron atravesar el Maule, por lo que el brigadier Antonio Pareja inició su retirada a Chillán la mañana del día 15 en muy difíciles condiciones y hostigado constantemente por las avanzadas patriotas. Los realistas, que al llegar al Maule sumaban más de 5000, se vieron reducidos debido a su retroceso apresurado, dejando rezagados a muchos de sus hombres (que luego fueron capturados) mientras que otros simplemente desertaron por lo que no quedaron más de 1500 a 2000 hombres.
Entretanto, el general José Miguel Carrera organizó sus fuerzas, logrando reunir 10 000 hombres divididos en 3 batallones de infantería, 1 cuerpo de artilleros con 12 cañones, 2 cuerpos de caballería de línea y 7000 milicianos montados de Santiago y Concepción. Debido a la poca utilidad de muchos de esos cuerpos milicianos, el ejército activo quedó reducido a 4036 hombres medianamente armados.
Luego de un fatigoso recorrido, los realistas ocuparon la Villa de San Carlos. Allí enviaron hacia Chillán los bagajes, las municiones y los enfermos, resguardados por las pocas fuerzas de caballería, al mando del mayor general Ignacio Justis. Quedaron en San Carlos, a unas tres leguas de Ñuble, unos cuantos hombres con las piezas de artillería. El general José Miguel Carrera, conocedor de tan propicios factores, decidió atacarlo en San Carlos, ordenando a su vanguardia (1.ª División), comandada por su hermano, el brigadier Luis Carrera, que le diera alcance e impidiera su fuga. El brigadier Antonio Pareja, ante la fiebre que lo aquejaba, le cedió el mando verbalmente al coronel Juan Francisco Sánchez quien debía prepararse para el ataque patriota.
La situación de los realistas era difícil, pero también eran complejas las condiciones para los patriotas. Las divisiones patriotas avanzaban lentamente desde Longaví debido al mal tiempo y lo difícil del camino, además las descordinaciones podían provocar que la vanguardia se aventurara sola por tiempo indeterminado.

## La batalla
La primera división al mando de Luis Carrera avanzó rápidamente para alcanzar a los realistas e intentar detener su retirada para luego encerrarla con ayuda de las otras dos divisiones. 
Los artilleros realistas que cargaban difícilmente las piezas de artillería se detuvieron para secarlas cuando divisaron a su retaguardia a los patriotas. Los realistas al ver que era imposible continuar la retirada hicieron volver dos cañones y romper el fuego para detener a los patriotas y poder organizarse para la batalla. Sánchez a corta distancia de aquel sitio puso en una loma la línea defensiva para sus tropas y enfrentar a los patriotas que se acercaban por el noroeste. La artillería realistas compuesta por 27 piezas la distribuyó por distintos puntos de su línea, también se utilizaron las carrozas para la defensa de los fusileros. Los realistas para la batalla solo contaban con infantería pues los dragones habían sido enviados en busca de las municiones que llevaban a Chillán.
La artillería realista al mando de José Berganza abrió un vigoroso fuego sobre los patriotas por lo que estos contestaron con los dos únicos cañones que contaba la primera división patriota y que fueron de poca utilidad.
En esos difíciles momentos llegada la segunda división al mando de Juan José Carrera. En esos momentos fue dada una orden impartida de que los granaderos atacaran "a la bayoneta" (no está esclarecido si su origen fue de José Miguel o de Juan José), provocó que los patriotas en su ataque recibieran las descargas de la artillería realista. Se dispersaron al pie de su posición, manteniendo los fuegos. La caballería tampoco cargó con demasiado provecho además ante el mismo ejemplo cargo igualmente el batallón infantes de la Patria que intento atacar un cuadro realista siendo dispersado de la misma manera por los fuegos de la artillería. La artillería de la segunda división empezó a hacer sus fuegos pero fue desmontada ante los primeros tiros, siendo defendidos en todo momento. 
La situación era crítica y José Miguel Carrera aún no lograba cercar a su enemigo con el objeto de evitar su retirada. Las milicias de caballería encargadas de ese propósito no lo lograron por la impericia de sus jefes, que en vez de dar un rodeo para evitar los fuegos de la artillería se pusieron imprudentemente al alcancé de este desordenándose ante los tiros que les efectuaban. Los mismos errores cometió el Regimiento Melipilla quien desobedeciendo al general, atacó directamente un cuadro realista siendo dispersado.
Los realistas después de dos horas de combate sin sufrir muchos daños aunque agotada la munición de artillería, aún contaban con bastante munición de fusiles por lo que se dispusieron a consumir la victoria cayendo sobre los confundidos y desordenadas fuerzas patriotas. El general Carrera solo esperaba la llegada de la tercera división al mando de Juan Mackenna quien apareció al caer la tarde después de varios llamados. Esta división se adelantó a reconocer las posiciones realistas y fue a colocarse a sus espaldas para cerrarle el camino a los realistas, en este proceso se logró dispersar un destacamento de caballería realista que traía municiones. 
La infantería realista provista de bastante munición se aprestó a atacar a los dispersos patriotas para decidir la batalla pero en ese momento Mackenna ordenó que la caballería patriota atacase al cuadro realista logrando contener a esas fuerzas. 
Al caer la noche el Ejército Patriota se trasladaba a la Villa de San Carlos para reorganizarse y contraatacar al amanecer del día siguiente, dejándose sobre la posición realista una vigilancia que sería burlada. Pareja y el ejército realista emprendieron esa noche su precipitada retirada hacia Chillán, perdiendo varios pertrechos, prisioneros y sufriendo ambos bandos serias bajas. La persecución por parte de los patriotas se retomaría por la mañana, al descubrir Carrera la huida del enemigo. Aun así las avanzadas patriotas entorpecieron el cruce de los realistas en el río Ñuble haciéndoles perder varios pertrechos y cañones. Las tropas patriotas pronto llegarían igual a las orillas del río pero ya bastante tarde producto del desorden de las tropas para detener a los realistas.

## Consecuencias
La batalla dejó un resultado poco claro; la poca experiencia y la indisciplina de las fuerzas patriotas obstaculizaron su oportunidad de acabar definitivamente con las fuerzas realistas, pudiendo haber obtenido un triunfo decisivo. 
Los realistas prosiguieron su fatigosa retirada hacia Chillán, donde llegaron la noche del 16 de mayo de 1813, cuando los jefes realistas organizaron nuevamente el ejército que estaba bastante debilitado y que casi fue aniquilado.